# Ossuaire commémoratif des révoltés de la Toplica à Niš
L'ossuaire commémoratif des révoltés de la Toplica à Niš (en serbe cyrillique : Спомен костурница учесницима Топличког устанка у Нишу ; en serbe latin : Spomen kosturnica učesnicima Topličkog ustanka u Nišu) se trouve à Niš, dans la municipalité de Crveni krst et dans le district de Nišava, en Serbie. Il est inscrit sur la liste des monuments culturels protégés de la République de Serbie (identifiant no SK 693),,.

## Présentation
L'ossuaire, situé dans une tranchée du cimetière de la forteresse de Niš, commémore le soulèvement de Toplica de février 1917. Cette insurrection répondait à une tentative de l'armée bulgare de mobiliser des Serbes dans les régions occupées ; ce soulèvement a touché toute une partie du sud de la Serbie jusqu'à la vallée du Timok. Sous le commandement de Kosta Vojinović et de Kosta Pećanac, l'insurrection a d'abord remporté quelques succès mais les Bulgares ont envoyé d'importants renforts et le soulèvement a été écrasé. Fin 1917, Kosta Vojinović a été exécuté et environ 20 000 civils ont été tués ou ont disparu. La majorité de la population masculine de la ville de Niš a été internée dans des camps de concentration.
Le monument a été érigé en 1917. Il se compose d'une partie rectangulaire centrale avec une ouverture cintrée où se trouve l'ossuaire proprement dit ; il repose sur un socle en béton. Au centre de cette partie centrale se trouve un relief en bronze réalisé par Slavko Miletić, qui représente le massacre d'un certain nombre d'insurgés. Les noms de 33 d'entre eux sont inscrits sur deux plaques commémoratives, de part et d'autre du relief.
Pendant la Seconde Guerre mondiale, les Bulgares ont endommagé l'ossuaire, fracturant un sarcophage contenant des ossements et brisant les plaques commémoratives. En 1951, le Musée national de Niš a restauré la tombe et a rassemblé les ossements que les occupants avaient dispersés dans la tranchée autour du monument ; on les a placés dans un sarcophage en étain et l'ouverture de l'ossuaire a été fermé avec une dalle de béton.